# Ian Leslie, 21. Earl of Rothes

Wappen des Earl of Rothes

Ian Lionel Malcolm Leslie, 21. Earl of Rothes (* 10. Mai 1932; † 15. April 2005 in Salisbury) war ein schottischer Peer und dadurch vom 17. Mai 1975 bis 11. November 1999 Mitglied des House of Lords. Zumindest während der Sitzungsperiode 1997/98 war er beurlaubt.
Er war der älteste Sohn von Malcolm Leslie, 20. Earl of Rothes, und dessen Gattin, Beryl Dugdale, und zog im Alter von 7 Jahren mit seinen Eltern nach Süd-England um. Er ging aufs Eton College und wurde ab 1953 ein Sub-Lieutenant in der Royal Naval Volunteer Reserve und diente auf HMS Vanguard. 1955 heiratete er Marigold Evans-Bevan of Wales, eine Tochter vón David Evans-Bevan. Das Ehepaar hatte zwei Söhne: James (* 1958) und Alexander (* 1962).
Beim Tod seines Vaters 1975 erbte er dessen Adelstitel Earl of Rothes und Lord Leslie. Durch die Oberhausreform 1999 verlor er den damit verbundenen erblichen Parlamentssitz.
Seine mütterliche Großmutter, Noël Leslie, Countess of Rothes, hatte 1912 den Untergang der Titanic überlebt.
Lord Rothes starb nach langer Krankheit 72-jährig am 15. April 2005, sein ältester Sohn James Malcolm David erbte seine Adelstitel.